# Spoorlijn 204
Spoorlijn 204 is een Belgische industrielijn die Gent verbindt met Zelzate langs de oostzijde van de haven van Gent, grotendeels naast de R4. De spoorlijn was 17,1 km lang en sinds 1990 15,0 km lang.

## Toekomst
Enkele actiegroepen pleiten ervoor om spoorlijn 204 in gebruik te nemen voor passagiersvervoer. Het project zou het verkeer op de Kennedylaan ontlasten. Ook zou het zorgen voor een daling van de fijnstofuitstoot in de Gentse kanaalzone en kansen bieden voor een betere mobiliteit in het havengebied. Door deze spoorlijn te ontwikkelen met personenvervoer zouden er op langere termijn kansen zijn om het verkeer uit het centrum van Gent te ontlasten door middel van park en ride zones in het havengebied.
De NMBS staat voorlopig nog weigerachtig ten opzichte van dit voorstel.
Veel organisaties staan achter dit project. Vzw moervaartvallei heeft een website ontworpen waar iedereen alle info kan verzamelen rond dit project.
De spoorlijn is een van de elf Vlaamse spoorprioriteiten, waarvoor de Vlaamse Regering eind 2017 besliste te cofinancieren.
Eind 2018 maakte de Vlaamse Regering geld vrij voor een projectcoördinator die de haalbaarheid van personenvervoer op de spoorlijn moet onderzoeken.

## Aansluitingen
In de volgende plaatsen is of was er een aansluiting op de volgende spoorlijnen:
Y Boma
Spoorlijn 58 tussen Y Oost-Ledeberg en Brugge
Y Rostijne
Spoorlijn 77 tussen Sint-Gillis-Waas en Zelzate

## Verbindingsspoor
204/1: Y Henri Farmanstraat (lijn 204) - Gent-Zeehaven (lijn 59B, lijn 58/2)

## Galerij

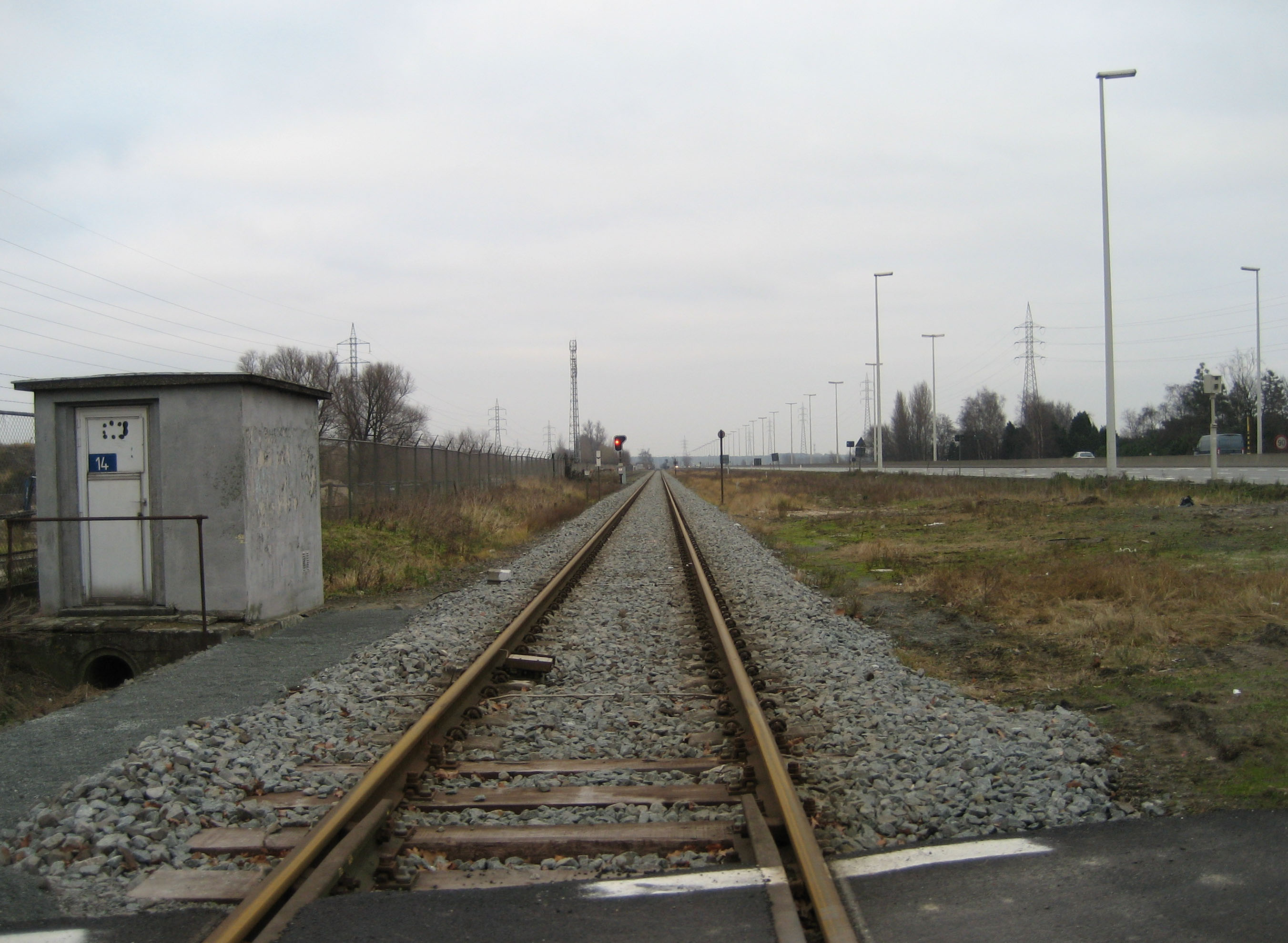
Kruising Knippegroen, in noordelijke richting
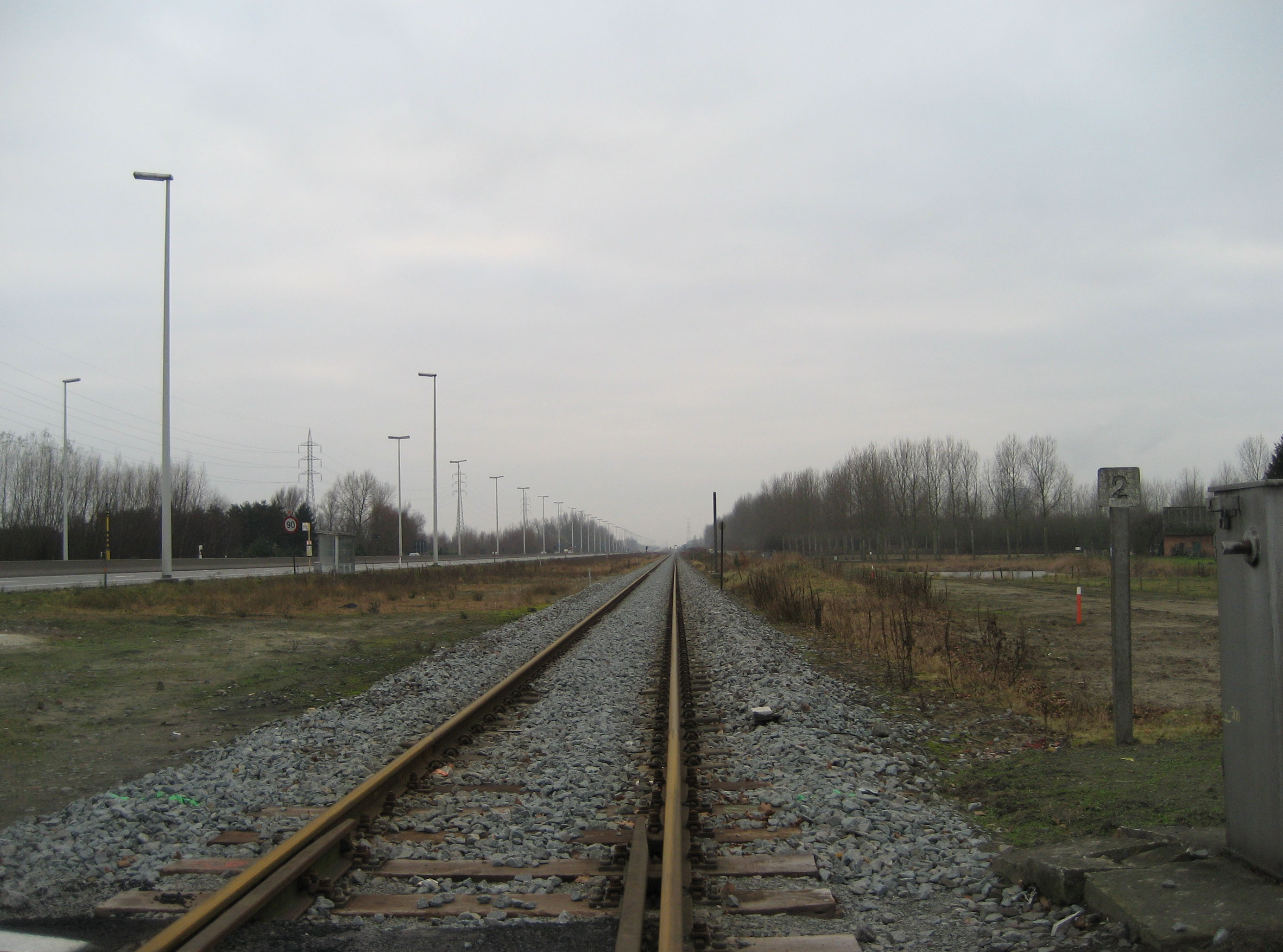
Kruising Knippegroen, in zuidelijke richting